# Muscopteryx parilis
Muscopteryx parilis là một loài ruồi trong họ Tachinidae.